# 新馬路駅
新馬路駅（しんばろえき）は、中華人民共和国江蘇省南京市浦口区に位置する南京地下鉄11号線の駅である。

## 歴史
- 2021年11月30日: 着工[1]。

## 隣の駅
南京地下鉄
■ 11号線
浦東路駅 - 新馬路駅 - 南京鉄道学院駅